# Raoul Bardac
Pour les articles homonymes, voir Bardac.
Raoul Bardac, né à Paris le 30 mars 1881 et mort à Meyssac le 30 juillet 1950 , est un compositeur et pianiste français.

## Biographie
Raoul Bardac est le fils d'Emma Bardac et sera donc le beau-fils de Claude Debussy après le mariage de ce dernier avec sa mère en 1908. Il est le frère d'Hélène Bardac, dite Dolly, qui deviendra madame Gaston de Tinan et jusqu'à sa mort en 1985, l'ayant droit de l’œuvre de Debussy.
Raoul Bardac a hérité du piano Blüthner de Debussy et l'a emporté à Meyssac lorsqu'il s'y est retiré. Ce piano a été acquis par le Musée Labenche de Brive-la-Gaillarde en 1989.

## Œuvres
- Fleurs de crépuscule pour voix et piano, paroles d'André Lebey, Mercure de France, 1899
- Cinq Mélodies, E. Demets, 1905
- Trois Stances de Jean Moréas, mises en musique par Raoul Bardac, E. Demets, 1905
- Tel qu'en Songe !, trois poèmes d'Henri de Régnier, mis en musique par Raoul Bardac, E. Demets, 1905
- Horizons, premier recueil pour piano, E. Demets, 1906
- Esclavage, paroles d'Henry Gauthier-Villars, musique de Raoul Bardac, A.-Z. Mathot, 1910
- Horizons, deuxième recueil pour piano, E. Demets, 1912
- Petite suite majeure pour piano à 4 mains, A. Durand & fils, 1914
- Simone, poème champêtre par Remy de Gourmont, musique de Raoul Bardac, A. Durand et fils, 1914